# Тор (крепость)
Крепость Тор или Торская крепость — историческая крепость Русского государства на одноимённой реке (ныне Казённый Торец), давшая начало нынешнему Славянску.

## История
Русские конные сторожи из Путивля и Рыльска появились на берегах Тора для предупреждения крымских набегов в 1571 году. В конце XVI века в эти места, несмотря на близость татарских кочевий, в летнее время стали выезжать жители окраинных городов России для варки соли, охоты и рыбной ловли. В 1620-х годах солевары подали челобитную царю Михаилу Фёдоровичу о постройке около Торских соляных озёр казённых соляных варниц и крепости, а также о присылке ратных людей для их защиты от постоянных набегов кочевников. Первая попытка поставить крепость отмечается в 1625 году. В 1645 году был поставлен небольшой острожек и было прислано 20 чугуевских казаков. Однако все эти меры были недостаточными. В 1648 году боярин Борис Морозов подготовил план строительства города у соляных промыслов на Торе, который был принят. Уже был послан воевода Василий Толстой с 300 конными казаками и 200 стрельцами, однако вскоре по решению Боярской думы он был отозван назад на строительство Белгородской черты. Прибыльные соляные варницы на Торе привлекали всё больше охочих людей, но оставались беззащитными, из-за чего регулярно подвергались нападениям крымских татар. В 1662 году Григорий Ромодановский построил по царскому указу «около озёр, где соль варят» небольшой острог с надолбами. Во время мятежа Брюховецкого в 1668 году он был сожжен, но вскоре восстановлен.
В 1676 году по царскому указу у соляных озёр была возведена более обширная и сильная крепость. Описи 1677—1678 и 1683 годов позволяют реконструировать её облик. Она представляла собой неправильный четырёхугольник площадью около 1 га, обнесённый острогом из дубового и соснового леса длиной около 379 м. Крепость имела две проездные и четыре глухие башни. Главная Московская башня была шестигранной, остальные были срублены «в четыре стены». Крепость опоясывал ров глубиной 3,2 м и шириной 4,26 м. В крепости находилась приказная изба с сенями, сарай для пушечного наряда и колодец. К крепости примыкал посад, в котором проживали 245 семей, окружённый земляным валом, рвом и надолбами. Высота стен крепости составляла 4 м. Крепость имела в своём арсенале 40 артиллерийских орудий.
К 1683 году население Тора выросло до 200 человек. В 1684 году Тор пострадал от сильного пожара, в результате которого сгорел посад и его укрепления, а также часть кремля с уголовой башней. В том же году воевода Алексей Шеин начал работы по продлению Изюмской черты до Тора. Они должны были защитить Святогорский монастырь и соляные промыслы. Было построено 14 км из 19, но затем работы по царскому указу были приостановлены.
Между 1670 и 1697 годами соляные промыслы и крепость Тор подвергались частым крымским и ногайским нападениям, в результате чего крепость стала весьма ветхой. Жители города жаловались царю на тяжесть обороны города и на малолюдство. В 1697 году город был до основания разорён татарами. В том же году крепость срубили заново. Однако из-за открытия соляных промыслов в районе Бахмута, большая часть населения перебралась туда. Во время Булавинского восстания Тор был осаждён мятежными казаками атамана Семёна Драного, которые обстреляли его и пошли на штурм. Однако штурм был отбит, а осаждающие были вскоре разбиты подошедшим царским отрядом под командованием Фёдора Шидловского.
Во время русско-турецкой войны 1735—1739 годов Торскую крепость укрепили и обновили. Впоследствии за пределами крепости был построен новый соляной завод, который обнесли палисадом с шестью бастионами и двумя воротами. Позднее завод и его укрепления включили в состав городских укреплений. В 1756 году Тор вошёл в состав Ново-Украинской оборонительной линии, его гарнизон состоял из 200 человек с 40 пушками. Внутри внешней стены длиной более 4 км находился кремль с периметром стен 1065 м, в котором находилась деревянная церковь Николая Чудотворца.
Город и крепость утратили своё военное и экономическое значение после присоединения Крыма к Российской империи в 1783 году, вследствие чего отпала военная угроза региону, а также появилась дешёвая крымская соль. Тор был исключён из штата российских крепостей, а сама крепость на протяжении последующих десятилетий пришла в ветхое состояние и была снесена. Однако её следы всё ещё были видны во второй половине XIX века. Сегодня никаких фрагментов оборонительных сооружений не сохранилось.

## Реконструкция
20 февраля 2018 года городской голова Славянска Вадим Лях сообщил о своем намерении создать на территории городского парка исторический музей под открытым небом.
Основой для музея под открытым небом должна стать реконструкция крепости «Тор».